# Гранд мал
Гранд мал је врста епилепсије код које се обично јављају аура, и необичне сензације кратко време пре напада. За сâм напад су карактеристични: нагли губитак свести, падање на под, избијање пене на устима, привремено заустављање дисања услед чега лице постаје цијанотонично, убрзани рад срца, повишен притисак, ритмичке конвулзије удова, лица и читавог тела, а некад и мокрење. После напада, болесник пада у дубок сан. „Велики епилептички напад“ је најчешћа и најпознатија врста епилептичких напада, која се, према савременој међународној класификацији психијатријских болести, сврстава у генерализоване конвулзивне нападе.